# 名波はるか
名波 はるか（ななみ はるか、1973年3月10日- ）は、日本のタレント、元グラビアアイドル、元レースクイーン。旧芸名は朝倉 遥（あさくら はるか）。

## 来歴
1998年よりレースクイーンとして活動。2001年頃から本格的にグラビアに転身し、憂いの表情と肉感的な裸身、局部接写ギリギリで見せない手法を多用し、初期の着エロモデルとなった。2003年竹書房より発売された「nature」は現在でも竹書房歴代トップ10に入るセールスを記録している。
グラビア引退後は、株アイドル(株ドル)として、活躍。
投資に詳しく、現在はビットコインクイーンとして、仮想通貨のセミナー講師などの活動をしている。

## プロフィール
- 趣味：インターネット、映画鑑賞、スキューバダイビング（ライセンス所持）、DRAGON GATE
- 特技：手話、華道（草月流2級）
- 父親が青森県出身[2]。弟が1人いる[3]。
- 芸能活動の他に株ドル（投資アイドル）として、様々な投資に挑戦しており、株入門書、株解説DVDをリリース。
- 現在は仮想通貨投資家として、ビットコインなどのセミナー講師をつとめる。
- 株ドルからビットコインクィーンへ。
- 現在、料理研究家としてアメリカ、台湾、ミャンマーのフリーペーパーでレシピコラムを連載している。ゴマブックスより、料理レシピ本を４冊リリースした。

## 出演

### テレビ
- サンデージャポン（TBS、サンジャポ専属ジャーナリスト）
- 給与明細（テレビ東京）

### 映画・Vシネマ
- 名波はるかのスパイガール大作戦（2002年）- Vシネマ初主演
- 実写版まいっちんぐマチコ先生 THE MOVIE ～OH!コスプレ大作戦～（2004年10月）
- 東京カーマスートラ（2005年2月）
- 官能小説（2007年）
- 哀しみのファンタスティックワイフ（2007年）
- 凝視 -幸福の三つぼくろ伝説（2008年3月）
- 触手凌辱（2009年9月）

### レースクイーン
- 1998年 全日本GT選手権 GTオークラロータリーレーシングレースクイーン
- 1999年 全日本GT選手権 チームダイシンレースクイーン（相方：伊藤雅代[4]）
- 2000年 全日本GT選手権 ARTAレースクイーン
- 2003年 全日本GT選手権 GTベロフキャンペーンガール（相方：北沢まりあ）

### ラジオ
- ラジオNIKKEI「マーケットトレンド」（金曜特別ゲスト、2009年1月16日）
- 九州朝日放送「細川茂樹の株式講座～スタイリッシュ投資ライフ」（ゲスト出演）
- 文化放送「吉田照美 ソコダイジナトコ」（ゲスト出演）

### 雑誌・新聞
- 週刊SPA!、週刊プレイボーイ、FLASH、FRIDAY、アサヒ芸能、週刊実話、AERA　…その他多数
- 日刊ゲンダイで仮想通貨コラムを連載

### コラム
- FX月刊WEBマガジン「TRADE Life」（有名個人投資家コラム　日曜担当）
- TRADE×TRADEで「ビットコインクィーン名波はるかのビットコインでEnjoy Life」を連載中。

## リリース作品

### 写真集
1. POISON〈Vol.2〉名波はるか（2002年7月、スタープレス、撮影：佐藤竜一）ISBN 978-4921159436 - DVD付き
2. Lotus（2002年10月、ぶんか社、撮影：斉木弘吉）ISBN 978-4821124848
3. nature（2003年9月20日、竹書房、撮影：小塚毅之）ISBN 978-4812412855
4. Natural‐Hard（2004年6月、英知出版、撮影：毛利充裕）ISBN 978-4754215859
5. 感じることのすべて（2004年10月29日、ぶんか社、撮影：西條彰仁）ISBN 978-4821126347
6. それから…。（2005年3月25日、ぶんか社、撮影：小塚毅之）ISBN 978-4821126545
7. 女神伝説、（2005年9月、竹書房、撮影：西條彰仁）ISBN 978-4812423585
8. 感じる体（2005年12月26日、ぶんか社、撮影：HIDETO）ISBN 978-4821126736
9. プライバシー!（2006年4月8日、メディアックス、撮影：HIDETO）ISBN 978-4862016096

### DVD
1. nature（2003年9月、竹書房）
2. Natural-Hard（2004年6月、ソフト・オン・デマンド）
3. バイオレーション（2004年8月、ビーエムドットスリー）
4. 感じることのすべて（2004年10月、ぶんか社）
5. DEFENSE LESS（2004年12月、ぶんか社）
6. Rooms（2005年1月、日本メディアサプライ）
7. それから…。（2005年3月、ぶんか社）
8. 感染（2005年5月、アタッカーズ）
9. with you（2005年7月、フォーサイド・ドット・コム）
10. 女神伝説、（2005年9月、竹書房）
11. 感じる体（2005年12月、ぶんか社）
12. インサート（2006年6月、ぶんか社）
13. 秘密の扉（2006年9月、竹書房）
14. Glamourous~グラマラス~（2007年6月、ゴマブックス）
15. 癒してあげる（2007年11月、ＢＮＳ）
16. 濡時間（ヌレドキ）（2008年1月、ゴマブックス）
17. grind-h（2008年4月、フォーサイド）
18. fund-H～はるかファンドへようこそ～ （2008年10月、BNS）
19. EIGHT（2009年2月　レイフル）
20. 解禁　（2009年5月　ARDEN）
21. 激嬢－家政婦はHaruka－（2010年1月　ARDEN)
22. Final Queen37（2010年10月　ARDEN)

オムニバス作品
1. PASSION オムニバス版（2004年2月、エッジ）- 共演者：森下千里、朝丘紗智、清水リサ
2. 百花繚乱の美女達 Vol.1（2004年3月）- 共演者：森下千里、熊田曜子、相馬茜
3. ふたり 曼荼羅（2006年11月、ぶんか社）- 共演者：KAORI
4. Synchro~シンクロ~ （2008年3月、BNS） 共演者：KAORI
5. 凝視 幸福の三つぼくろ伝説(2008年5月、アタッカーズ)共演者:尾崎ナナ、栗まり
6. W-epilogue-（2008年6月、フォーサイド）共演者：KAORI
7. 激嬢－妄想infinity－(2010年4月、ARDEN）共演：佐藤かおり
8. 激嬢－オトナノアソビ－(2010年5月、ARDEN）共演：神ユキ

### 単著
1. 株ドル 名波はるかの株入門―しっかり儲けて確実に貯める（2015年9月10日、ゴマブックス）ISBN 978-4777117048
2. ビットコインクイーン名波はるかの初心者向け仮想通貨講座 クロスエクスチェンジで話題の配当生活を送ろう！（2019年11月20日、ゴマブックス）ISBN 978-4814916849[1]

### 共著
1. Kuma『名波はるか&Kumaさんが教える!![日経225&mini]で始めるシステムトレード入門』（2008年5月23日、扶桑社）ISBN 978-4594055820
2. 廣末紀之『名波はるかと学ぶ！ビットコイン投資入門』（2017年3月1日、ゴマブックス）ISBN 978-4814913190

### 電子書籍
- 「名波はるかの彼のお家で作るお泊まりレシピ」（ゴマブックス）2014.5.1
【クッキング・レシピ】部門で1位にランクイン（総合ランキング30位）
- 「伝説のグラビアアイドル名波はるか実践！　魔性のカラダを2週間で手に入れる！　糖質制限レシピ 」（ゴマブックス）2014.6.3
【クッキング・レシピ】部門で1位にランクイン（総合ランキング50位以内ランクイン）
- 「名波はるか　ひ・み・つ・の  精力回復レシピ」（ゴマブックス）2014.7.22

### 海外フリーペーパー連載コラム
- アメリカ「Frontline」2013.10～　「おいしい簡単おうちごはん」
- 台湾「な～るほど・ザ・台湾」2014.1～　「名波はるかの簡単レシピ」
- ミャンマー「KANARAY」2014.1～　「おいしいキレイ美肌ドリンクレシピ」